# Port lotniczy Crotone
Port lotniczy Crotone (IATA: CRV, ICAO: LIBC) – port lotniczy położony 15 km na południe od Crotone, w regionie Kalabria, we Włoszech.

## Linie lotnicze i połączenia
| Linia lotnicza | Kierunek                                                               |
| -------------- | ---------------------------------------------------------------------- |
| Ryanair        | 1. Mediolan-Bergamo 2. Bolonia 3. Treviso 4. Turyn (od 2 czerwca 2024) |
| Sky Alps       | 1. Rzym-Fiumicino                                                      |